# هوبرت نیوپر
هوبرت نیوپر (انگلیسی: Hubert Neuper؛ زادهٔ ۲۹ سپتامبر ۱۹۶۰) اسکی‌باز پرش اهل اتریش است.